# Petit-duc du Karthala
Otus pauliani
Espèce
Statut de conservation UICN

 EN B1ab(i,ii,iii,v)+2ab(i,ii,iii,v); C2a(ii) : En danger
Statut CITES
Le Petit-duc du Karthala (Otus pauliani) est une espèce d'oiseaux, des hiboux, endémique de l'archipel des Comores.
Cette espèce fait partie de la famille des Strigidae, qui contient la plupart des espèces de hiboux, l'autre famille étant celle des Tytonidae.
Ce hibou est trouvé sur le mont Karthala, un volcan actif de la Grande Comore. Il a une population estimée à 2 000 individus. Il est classé comme en danger critique d'extinction à cause de son habitat limité à cette zone très réduite et qui est rapidement déboisée.